# جيم بويلين
جيم بويلين (بالإنجليزية: Jim Boylen)‏ مواليد 18 أبريل 1965 في إيست غراند رابيدز، هو لاعب كرة سلة محترف أمريكي تحول إلى التدريب بعد الاعتزال والآن هو مدرب مساعد لفريق شيكاغو بولز في الرابطة الوطنية لكرة السلة. فاز كمدرب مساعد بلقب الرابطة الوطنية لكرة السلة مع سان أنطونيو سبرز في موسم 2013–14.

## روابط خارجية
- جيم بويلين على موقع كلية كرة السلة في سبورتس رفرنس.كوم (الإنجليزية)
- جيم بويلين على موقع سبورتس رفرنس (الإنجليزية)
- جيم بويلين على موقع كلية كرة السلة في سبورتس رفرنس.كوم (الإنجليزية)